# Catocoryne linneoides
Catocoryne linneoides är en tvåhjärtbladig växtart som beskrevs av Joseph Dalton Hooker. Catocoryne linneoides ingår i släktet Catocoryne och familjen Melastomataceae. Inga underarter finns listade i Catalogue of Life.